# Jorge G. Castañeda Gutman

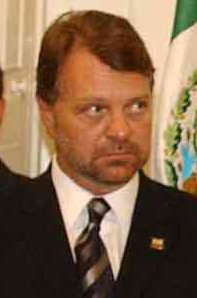
Jorge Castañeda

Jorge Germán Castañeda Gutman (Mexico-Stad, 24 mei 1953) is een Mexicaans politicus en intellectueel.
Hij is de zoon van Jorge Castañeda y Álvarez de la Rosa, een politicus die minister van Buitenlandse Zaken was onder José López Portillo, en Neoma Gutman, een Joods-Wit-Russische Sovjetdiplomate. Hij studeerde economie en economische geschiedenis in Princeton en Parijs, waar hij een doctorstitel behaalde. Hij werkte als professor aan verschillende universiteiten, zowel in Mexico als in het buitenland.
Castañeda begon zijn politieke carrière bij de Mexicaanse Communistische Partij (PCM). In 2008 bleek uit vrijgegeven documenten van de Mexicaanse geheime dienst dat hij van 1979 tot 1985 voor de geheime dienst van Cuba werkte, en poogde Mexicaanse en Amerikaanse politici te overtuigen pro-Castro posities in te nemen. Hij was in 1988 adviseur van de linkse presidentskandidaat Cuauhtémoc Cárdenas, die de verkiezingszege door fraude werd onthouden.
Vooral na de val van het communisme is Castañeda meer naar het politieke centrum geschoven, en heeft hij de positie verdedigd dat links zich aan moet passen aan de nieuwe situatie om niet irrelevant te worden. Ook heeft hij sindsdien meegewerkt met gematigde en centrumrechtse politici, wat hem onder zijn voormalige medestanders niet altijd in dank is afgenomen. In 2000 was hij adviseur van Vicente Fox tijdens diens verkiezingscampagne. Fox benoemde Castañeda tot minister van Buitenlandse Zaken. Hij stapte echter op in januari 2003 na een aantal onenigheden over de politieke koers van Fox' regering.
Op 25 maart 2004 kondigde hij aan om als onafhankelijk kandidaat deel te nemen aan de presidentsverkiezingen van 2006. Het hooggerechtshof verklaarde in augustus 2005 echter dat alleen politieke partijen kandidaten kunnen nomineren, en Castañeda besloot een write-incampagne voor het presidentschap te voeren. Wel nam hij zijn zaak naar het Inter-Amerikaans Hof voor de Mensenrechten, waar het nog altijd in behandeling is. Castañeda betoogd dat het voor een democratie fundamenteel is dat niet slechts iedereen kan kiezen, maar ook gekozen kan worden, en dat de Mexicaanse kieswet op dat gebied veel te restrictief is. Sinds deze poging heeft Castañeda zich vooral ingezet de democratisering van Mexico te bevorderen. De Nieuwe Alliantie en de Sociaaldemocratische Partij (PSD) hebben interesse getoond in een eventuele kandidatuur van Castañeda bij de presidentsverkiezingen van 2012.
Castañeda heeft een groot aantal boeken geschreven, waaronder Utopia Unarmed over links in Latijns-Amerika na de val van het communisme en La vida en Rojo, een biografie van Che Guevara. Hij levert regelmatig bijdragen aan kranten en tijdschriften, waaronder Reforma, El País, The Los Angeles Times en Newsweek. Momenteel is hij hoogleraar politicologie en Latijns-Amerikastudies aan de New York University. Hij was gehuwd met de Chileense diplomate Miriam Morales, met wie hij een zoon heeft
- Biblioteca Nacional de España: XX842695
- Bibliothèque nationale de France: cb12197070b (data)
- Catàleg d'autoritats de noms i títols de Catalunya: 981058509404606706
- Gemeinsame Normdatei: 115854460
- International Standard Name Identifier: 0000 0001 1082 5303
- Library of Congress Control Number: n92109321
- Nationale Bibliotheek van Tsjechië: xx0008596
- Nationale Bibliotheek van Israël: 987007273257305171
- Nederlandse Thesaurus van Auteursnamen: 115558276
- Système universitaire de documentation: 03058454X
- Virtual International Authority File: 110176037
- WorldCat: E39PBJk4HjbVdH8hPQ3fRhwwG3